# Gerda van Erkel
Gerda van Erkel (Wilrijk, 13 april 1954) is een Vlaams schrijfster van jeugdboeken en romans voor volwassenen. Ze schreef ook enkele Vlaamse Filmpjes en sprookjes.
Ze heeft jarenlang gewerkt als gestaltpsychotherapeut.

## Werken
- 1985 - De bezem van Ambrosie: sprookjes (De Dageraad) met tekeningen van Willy Vandersteen
- 1985 - Olleke bolleke knol: sprookjes (De Dageraad) met tekeningen van Willy Vandersteen
- 1985 - Tussen twee oevers (Soethoudt / 3de druk 1987) geschreven op aanvraag van de uitgever
- 1985 - Buiten regent het (Davidsfonds Leuven)
- 1985 - Thuiskomen in Comboukrou (Davidsfonds)
- 1986 - Help, wij verzuipen (De Dageraad)
- 1987 - Twee-sprong (Den Gulden Engel)
- 1990 - Sneeuw (Davidsfonds / Clauwaert Leuven)
- 1990 - Het verhaal van Janka/ Grenspaal 151/ De grote honger (Altiora)
- 1993 - Zes maal één is zeven (Davidsfonds / Infodok / 6de druk 2004)
- 1994 - Nachtvlinders (Davidsfonds / Infodok / 2de druk 2004)
- 1995 - De spiegel (Davidsfonds / Clauwaert Leuven)
- 1996 - Leven op de rand (Davidsfonds / Infodok)
- 1998 - Rimpels en geruis (Davidsfonds / Infodok)
- 2001 - Ik kom je halen (Davidsfonds / Infodok)
- 2002 - De hemel is geen huis (Davidsfonds / Infodok)
- 2002 - Een dubbel vuurteken (Davidsfonds / Infodok)
- 2003 - Engel in rood (Davidsfonds / Infodok)
- 2004 - Huilen naar de maan (Davidsfonds / Infodok)
- 2005 - Mijn zoute zoen (Davidsfonds / Infodok)
- 2006 - Een rugzak vol (Davidsfonds / Infodok)
- 2007 - Winnen (Altiora / Averbode)
- 2008 - Vliegen zonder vleugels (Davidsfonds / Infodok)
- 2009 - Een zomerdag in mijn hoofd (Davidsfonds / Infodok)
- 2009 - Als engelen de grond raken Omnibus(Davidsfonds / Infodok)
- 2010 - Kussen in de kantlijn Omnibus (Davidsfonds / Infodok)
- 2011 - Onder de Banyanboom (Davidsfonds / Infodok)
- 2012 - Het jaar van de draak (Davidfonds / Infodok)
- 2014 - Doodgraag (Davidfonds / Infodok)
- 2015 - Op liefde en dood (Davidsfonds / Infodok)
- 2016 - Als de bergen huilen (Davidsfonds / Infodok)
- 2016 - Diep! (Van In)
- 2016 - De tranen van Einstein (Van In )
- 2016 - De vuistman (Die Keure)
- 2016 - Weglopen (Die Keure)
- 2016 - Het rode huis (Die Keure)
- 2017 - Mijn naam is ik (Davidsfonds / Infodok)
- 2017 - Honden hebben hondenneuzen ( Van In)
- 2018 - De glazen vogel (Davidsfonds / Infodok)
- 2021 - Om wie wij waren (Manteau / Standaard Uitgeverij)

## Bekroningen
- 1985 - Professor Emiel Vlieberghprijs voor Thuiskomen in Comboukrou
- 1986 - Provinciale prijs voor Letterkunde provincie Antwerpen voor Tussen twee oevers
- 1993 - Prijs Knokke-Heist Beste Jeugdboek voor Zes maal één is zeven
- 1995 - Kinder- en Jeugdjury 1995 Zilver voor Zes maal één is zeven
- 1995 - Kinder- en Jeugdjury Limburg 1995 Brons voor Zes maal één is zeven
- 2000 - Buch des jahres juchendbuch-crew Göttingen voor Zes maal één is zeven (Spring über deinen schatten, Duitse vertaling)
- 2002 - Nominatie Kleine Cervantes Jeugdliteratuurprijs Gent voor Ik kom je halen
- 2002 - Prijs Knokke-Heist beste jeugdboek voor Een dubbel vuurteken
- 2003 - Interprovinciale Prijs voor Jeugdliteratuur voor Een dubbel vuurteken
- 2004 - Nominatie Kinder- en Jeugdjury voor De hemel is geen huis
- 2004 - Groslijst Jonge Jury (Nederland) voor De hemel is geen huis
- 2004 - Kleine Cervantes Gent 2de prijs voor Een dubbel vuurteken
- 2004 - Jenny Smelik-IBBY-prijs (Nederland) voor Een dubbel vuurteken
- 2004 - Kinder- en Jeugdjury 2004 Brons voor Een dubbel vuurteken
- 2004 - Groslijst Jonge Jury (Nederland) voor Een dubbel vuurteken
- 2004 - Nominatie Boekenleeuw voor Huilen naar de maan
- 2005 - Lavki-prijs voor het Jeugdboek voor Een dubbel vuurteken
- 2005 - Kinder- en Jeugdjury 2005 Zilver voor Engel in rood
- 2005 - John Flandersprijs eervolle vermelding voor De witte roos
- 2006 - Winnaar Kinder- en Jeugdjury 2006 met Huilen naar de maan
- 2006 - De Kleine Cervantes 2006 Jeugdliteratuurprijs Gent voor Huilen naar de maan
- 2007 - Kinder- en jeugdjury 2007 Zilver voor Een zoute zoen
- 2010 - De Kleine Cervantes 2010 Jeugdliteratuurprijs Gent voor Vliegen zonder vleugels
- 2010 - Nominatie publieksprijs Zoute Zoen voor Onder de banyanboom
- 2017 - Nominatie Gouden Lijst voor Als de bergen huilen
- 2018 - Nominatie Kinder- en Jeugdjury voor Als de bergen huilen
- 2021 - Nominatie Lavkiprijs voor Als de bergen huilen